# Saco de Roma
Saco de Roma es la denominación con la que se conoce el saqueo que llevaron a cabo en la ciudad de Roma las amotinadas tropas alemanas y españolas de Carlos V el 6 de mayo de 1527. Este hecho señaló una victoria imperial crucial en el conflicto entre el emperador y la Liga de Cognac (la alianza formada por el Papado, Francia, Milán, Venecia, y Florencia firmada el 2 de mayo de 1526).
«Saco» es la adaptación al castellano de la voz italiana sacco, que significa literalmente «saqueo».

## Antecedentes
El papa Clemente VII había dado su apoyo a Francia en un intento por alterar el equilibrio de fuerzas en Italia y para liberar al Papado de lo que muchos consideraban la «dominación imperial» del Sacro Imperio Romano Germánico. En los primeros enfrentamientos, las tropas imperiales, en clara inferioridad numérica, apenas lograron mantenerse, pero tras diversas victorias militares y la conquista de Milán, se hicieron con el dominio del norte de Italia. El ejército del emperador derrotó al ejército francés en Italia, pero no hubo fondos disponibles para pagar a los soldados. Los soldados imperiales se amotinaron y forzaron a su comandante, Carlos III duque de Borbón y Condestable de Francia, a dirigirlos hacia Roma. Aparte de 700 hombres de armas, componían el ejército unos 5000 españoles a las órdenes de Alfonso de Ávalos, marqués del Vasto, 10 000 lansquenetes al mando de Jorge de Frundsberg, 3000 soldados de infantería italiana comandada por Ferrante I Gonzaga y 800 soldados de caballería ligera dirigidos por Filiberto, príncipe de Orange.
El duque dejó Arezzo el 20 de abril de 1527, sacando partido del caos entre los venecianos y sus aliados después de una revuelta que había estallado en Florencia contra los Médici. De este modo, las tropas, en gran parte indisciplinadas, saquearon Acquapendente y San Lorenzo alle Grotte, ocuparon Viterbo y Ronciglione y alcanzaron las murallas de Roma el 5 de mayo.

## El saqueo
Las tropas que defendían Roma estaban formadas por tres mil soldados nuevos italianos dirigidos por Renzo da Ceri, los ciudadanos romanos que se presentaron a la defensa organizados en milicias y por la Guardia Suiza del papa. Clemente VII había despedido en marzo dos mil soldados suizos, que dejaron Roma y habían pasado a engrosar las filas del ejército de la Liga comandada por el duque de Urbino. También había licenciado a unos 2000 soldados de las Bandas Negras a cargo de Orazio Baglioni, pero parece ser que una parte de ellos estuvieron a la defensa de la ciudad en mayo.
Las fortificaciones de la ciudad tenían murallas imponentes y poseían una buena artillería, de la que el ejército imperial carecía. El duque Carlos necesitaba conquistar la ciudad deprisa para evitar el riesgo de verse atrapado entre la ciudad asediada y el ejército de la Liga.
El 6 de mayo, el ejército imperial atacó las murallas en el Janículo y la Colina Vaticana. El duque de Borbón fue mortalmente herido en el asalto por una bala de arcabuz en el muslo, disparo que el artista italiano Benvenuto Cellini se atribuyó a sí mismo.
La muerte de la última autoridad de mando respetada entre el ejército causó que desapareciera la moderación en los soldados y provocó la conquista de las murallas de Roma ese mismo día. Una de las acciones más memorables de la Guardia Suiza ocurrió en esos momentos. Casi toda la guardia fue masacrada por las tropas imperiales en las escalinatas de la Basílica de San Pedro, mientras retrocedían al interior. De 189 guardias de servicio solamente 42 sobrevivieron, pero su valentía aseguró que Clemente VII escapara a salvo, a través del Passetto, un corredor secreto que todavía une la Ciudad del Vaticano con el Castillo de Sant'Angelo.
Tras la ejecución de unos mil defensores comenzó el pillaje. Se destruyeron y despojaron de todo objeto precioso iglesias y monasterios (excepto la de Santiago y Santa María de Montserrat, iglesias nacionales españolas), además de palacios de prelados y cardenales. Incluso los cardenales proimperiales tuvieron que pagar para proteger sus riquezas de los victoriosos soldados. El 8 de mayo, el cardenal Pompeo Colonna, un enemigo personal de Clemente VII, entró en la ciudad. Fue seguido por campesinos de sus feudos, quienes vinieron a vengarse de los saqueos que habían sufrido antes por orden papal. Sin embargo, Colonna fue conmovido por las condiciones lastimosas de la ciudad y hospedó en su palacio a varios ciudadanos romanos.

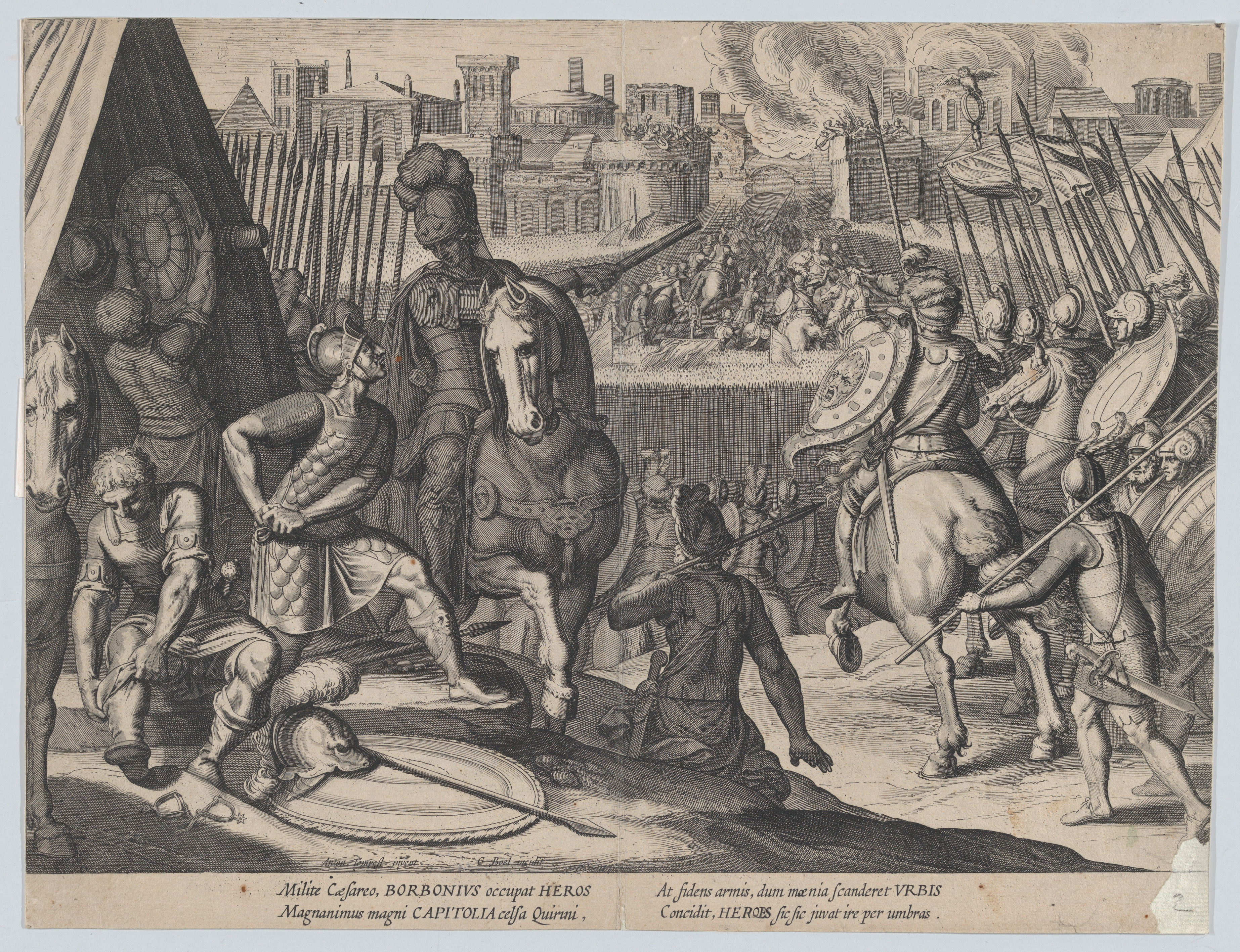
Saco de Roma (1527). Grabado de Cornelis Boel sobre dibujo de Antonio Tempesta para "La vie de l'Empereur Charles V, en tres-belles tailles-douces, gravées sur les dessins du celébre A. Tempeste, par deux des plus habiles Maitres J. de Gein & C. Boel", Leiden, Pieter van der Aa, 1614. Museo Metropolitano de Arte.

Después de tres días de estragos, el Príncipe de Orange, como nueva cabeza del ejército en sustitución del fallecido Borbón, ordenó que cesara el saqueo, pero pocos soldados obedecieron. Mientras tanto, Clemente VII continuaba detenido en el castillo de Sant'Angelo. Francesco Maria della Rovere y Michele Antonio di Saluzzo llegaron con algunas tropas el 1 de junio a Monterosi, al norte de la ciudad. Su conducta —probablemente muy prudente— les impidió obtener la victoria contra el ahora totalmente indisciplinado ejército imperial. El 6 de junio, Clemente VII se rindió y acordó pagar un rescate de 400 000 ducados a cambio de su vida. Las condiciones establecidas en la capitulación incluían la cesión de Parma, Plasencia, Civitavecchia y Módena al Sacro Imperio Romano Germánico; sin embargo, solo la última pudo ocuparse en realidad. Al mismo tiempo Venecia se aprovechó de su situación para tomar Cervia y Rávena. Mientras, Pandolfo IV Malatesta tomó Rímini, pero pronto fue derrotado por las tropas papales.

## Repercusiones

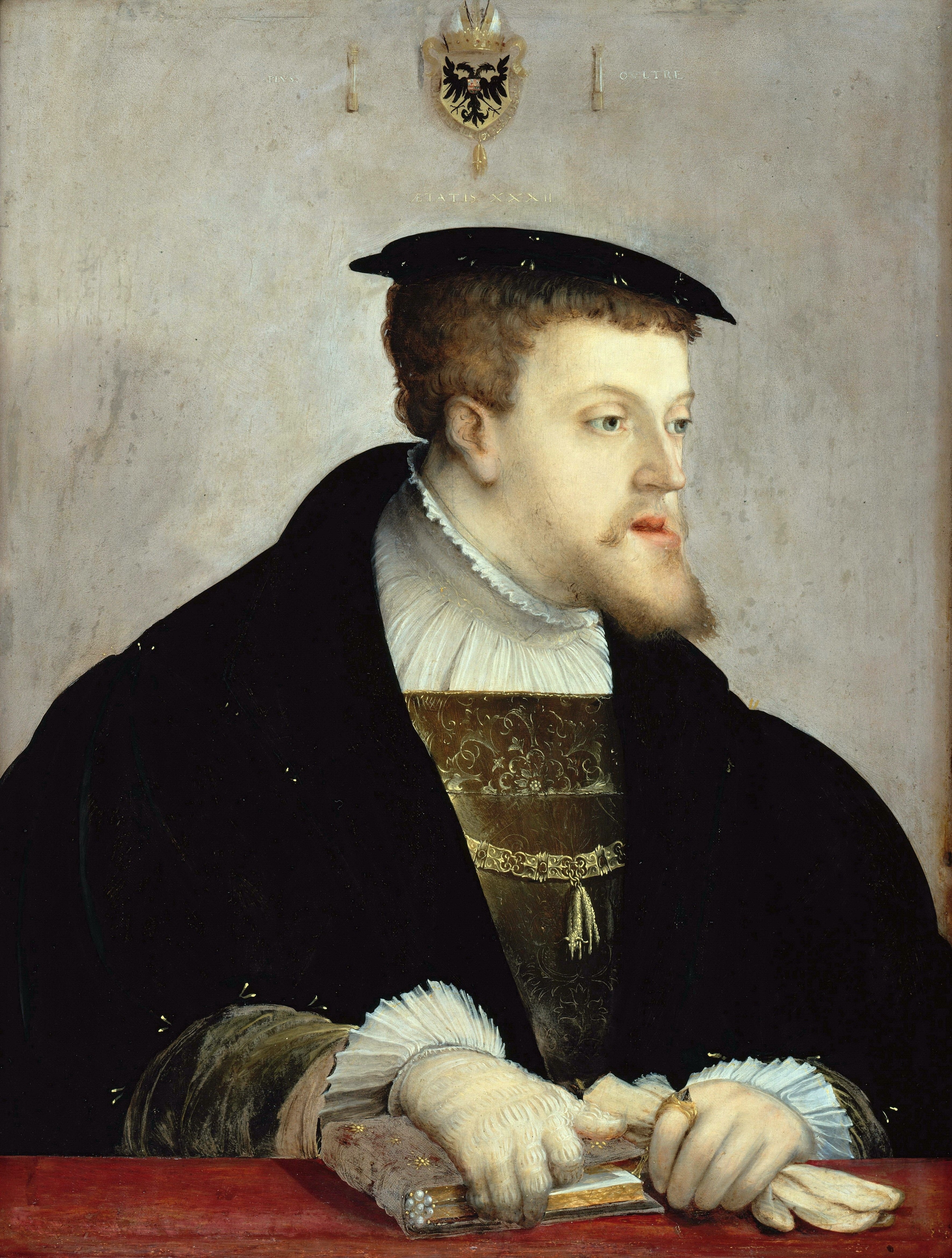
Retrato del emperador del Sacro Imperio Romano Germánico y rey de España Carlos V (1532), por Christoph Amberger.

Carlos I estuvo grandemente disgustado y llegó a presentar disculpas formales ante el derrotado papa; de hecho, se vistió de luto por un buen tiempo en recuerdo de las víctimas. Clemente VII pasó el resto de su vida intentando evitar conflictos con Carlos V, como el célebre Gran Asunto del Rey: la anulación del matrimonio de Enrique VIII de Inglaterra y Catalina de Aragón, tía de Carlos V, al ser hija de los Reyes Católicos y hermana de la reina Juana, el inglés llevó su caso a Clemente VII; sin embargo, él negó la anulación. Ello llevó al cisma anglicano y a Enrique VIII a proclamarse como jefe de la Iglesia en Inglaterra, lo que significaba de facto que la reforma protestante llegaba a Gran Bretaña para quedarse.
Esto señaló el fin del Renacimiento romano, dañó el prestigio del Papado y liberó las manos de Carlos V para actuar contra la Reforma en Alemania.
Durante el saco de Roma, los saqueadores robaron parte de las obras de arte que se hallaban en el propio Vaticano y causaron cuantiosas pérdidas al arte y a la economía vaticanos. El mecenazgo tardó años en recuperarse y artistas como Giulio Romano y Marcantonio Raimondi optaron por emigrar a regiones vecinas.
En conmemoración del saqueo y de la valentía de la Guardia, los nuevos reclutas de la Guardia Suiza prestan juramento el 6 de mayo de cada año.

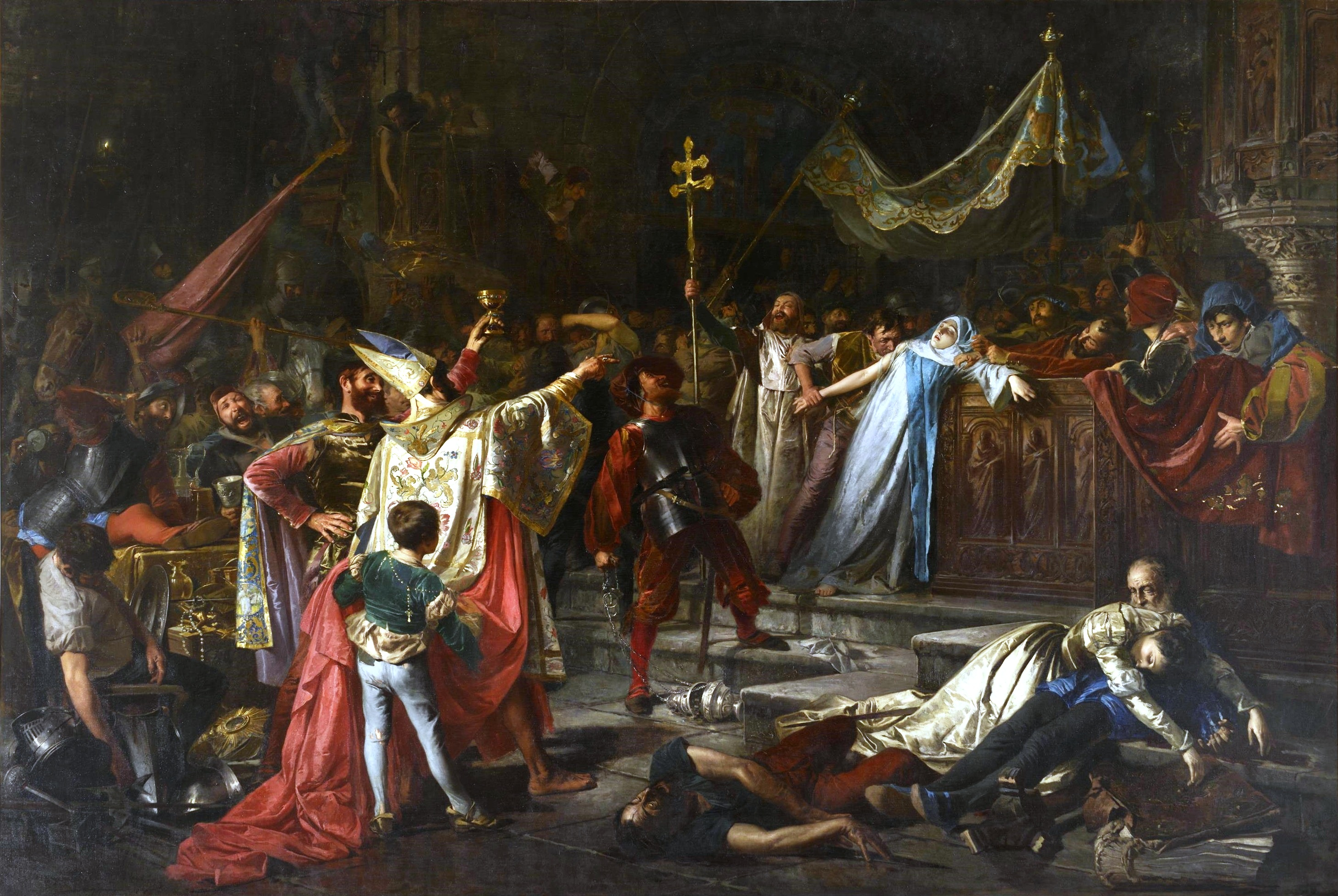
Del saqueo de Roma, de Francisco Javier Amérigo y Aparici. 1887. (Museo del Prado, Madrid).

## En literatura
- En el prólogo a su Hecatommithi (1565), Giambattista Giraldi describió el saco de Roma.
- El saco aparece en la trama final de la La Lozana andaluza (1528), la novela de Francisco Delicado que narra las aventuras de una prostituta andaluza.
- El aventurero (1948), novela de Mika Waltari.
- León el Africano (1986), novela de Amin Maalouf.
- El saco también es descrito al principio de Inés del alma mía (2006), novela histórica de Isabel Allende, desde el punto de vista de Pedro de Valdivia, capitán que tomó parte en los hechos e intentó frenar a las tropas.
- En El puente de los asesinos, novela histórica de Arturo Pérez-Reverte (2011), séptima entrega de la serie Las aventuras del capitán Alatriste, los sucesos de 1527 son relatados con brevedad, sin constituir parte de la trama, que arranca en el año 1627.
- En The Last Stand, canción que da nombre al octavo álbum del grupo sueco Sabaton, se narra y homenajea la hazaña de los 189 soldados que protegieron al papa en su huida hacia Sant'Angelo.